# Gemeinschaft in Christo Jesu

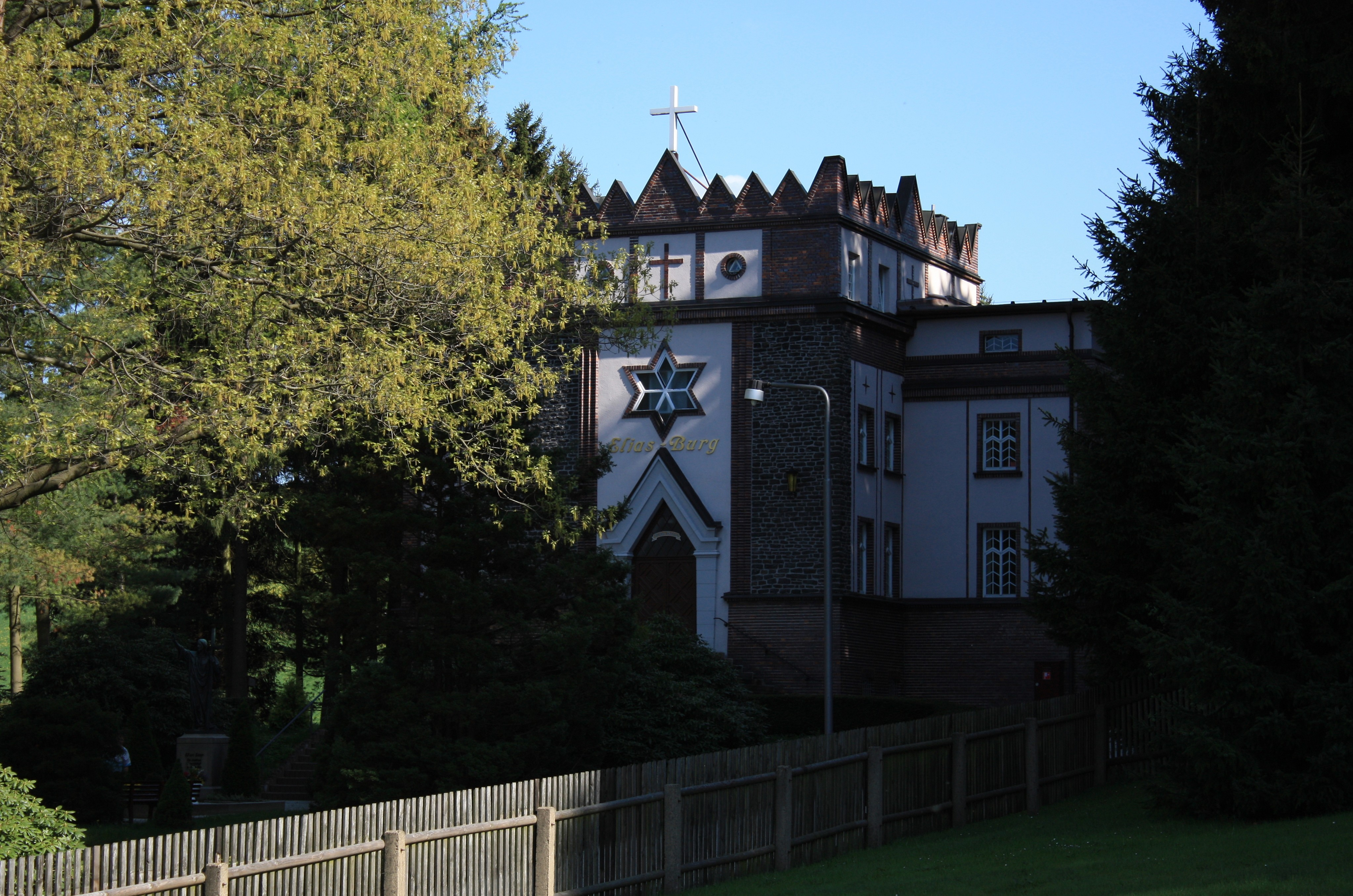
Eliasburg in Pockau: Geistliches Zentrum der Lorenzianer

Die Gemeinschaft in Christo Jesu (ugs. Lorenzianer) ist eine chiliastische Vereinigung, die sich um die Wende vom 19. zum 20. Jahrhundert im Erzgebirge bildete. Die Gemeinschaft ist seit dem 13. Juni 1922 als eingetragener Verein organisiert und hat um 2000 etwa 3500 Mitglieder. Zentrum der Gemeinschaft ist die Eliasburg im Ortsteil Marterbüschel in Pockau-Lengefeld.

## Geschichte
Die Gemeinschaft in Christo Jesu geht auf einen Kreis „ernstgläubiger Christen“ zurück, den Gottlieb Reichelt (1832–1878) ab 1857 in Oberseiffenbach bei Neuhausen leitete. Zu diesem Kreis gehörte auch die Familie von Carl August Lorenz. Nach dem Tode Reichelts wurde die Familie Lorenz Mittelpunkt der verbliebenen Mitglieder. Nach einigen Jahren des Wartens und des Mühens um eine Fortsetzung des von Reichelt begonnenen Verkündigungswerkes kam die Familie Lorenz Anfang der 1880er Jahre in Kontakt mit einem ähnlich ausgerichteten Kreis um Ferdinand Schneider (1835–1908) in Kleinsermuth bei Colditz und verband sich mit diesem.
Vor allem Johanne Christine Lorenz genoss fortan ein großes Ansehen. Sie verbreitete nach dem Tod Schneiders die Botschaft von der bevorstehenden Entrückung der ganzen Gemeinschaft am ersten Osterfeiertag 1910. Als diese Prophezeiung sich nicht erfüllte, begann die Gemeinschaft langsam zu zerfallen. Zwei Jahre nach dem Tod Johanne Christines erklärte ihr Sohn Hermann Lorenz (1864–1929) im Jahr 1914, eine Offenbarung empfangen zu haben. In der Folge begann sich ein Kreis um Hermann Lorenz zu bilden, dem sich bald darauf die Reste des Schneiderschen Kreises anschlossen. Die Ereignisse des Ersten Weltkrieges führten zu einem raschen Aufschwung der Lorenzianer, unter anderem aus den Reihen der Landeskirchlichen Gemeinschaft und spiritistischer Zirkel. 1917 umfasste die Gruppe etwa 1000 Mitglieder aus allen Bevölkerungsschichten, darunter Arbeiter, Handwerker, Beamte und Bauern. Nach dem Ende des Krieges hatte die Gemeinschaft weiter regen Zulauf.
1920 führte man in ganz Sachsen eine große Missionskampagne durch und schuf gleichzeitig eine innere Organisation. Seither wird auf jede öffentliche Missionierung verzichtet. Am 13. Juni 1922 wurde die Gemeinschaft in Christo Jesu behördlich anerkannt, im selben Jahr gab man die Abendmahlsgemeinschaft mit der Evangelisch-Lutherischen Landeskirche Sachsens auf. 1923 zählte die Gemeinschaft etwa 5000 Anhänger. Man begann deshalb mit dem Bau eines zentralen Sakralgebäudes. Nachdem dieser 1923 errichtete „Tempel“ bald zu klein geworden war, errichtete man in den Jahren 1927/1928 die Eliasburg mit 1000 Sitzplätzen.
Hermann Lorenz hatte keine offizielle Funktion im Verein inne, arbeitete als Prediger aber ständig am inneren Aufbau der Gemeinschaft. Seine Offenbarungen wurden in sogenannten „Pergamenten“ festgehalten. Nach Lorenz’ Tod 1929 zog sich die Gemeinschaft weiter aus der Gesellschaft zurück, da man seither jederzeit die Entrückung der Gemeinschaft erwartet. Durch eine straffe hierarchische Organisation, Kontrolle der Mitglieder, regelmäßige Zusammenkünfte und einen engen Zusammenhalt und eine enge Zusammenarbeit in allen Lebensbereichen wurde die Gemeinschaft vor dem Auseinanderbrechen bewahrt.
Nach 1945 wurde in Hiddenhausen bei Herford ein eigenes westdeutsches Zentrum errichtet.
Lange Zeit waren viele Mitglieder noch lose mit der Evangelisch-Lutherischen Landeskirche Sachsens verbunden. Vor dem Hintergrund der ökumenischen Bemühungen, vor allem der Gemeinsamen Erklärung zur Rechtfertigungslehre, sind inzwischen die meisten Lorenzianer aus der Landeskirche ausgetreten, da die Gemeinschaft das Papsttum als ein Werkzeug des Satans ansieht und daher jede Beziehung zum Katholizismus ablehnt.
1990 nahm Oswald Eggenberger noch 5000 Mitglieder an. Um das Jahr 2000 wurden in neun Bezirken mit rund 60 Gemeinden etwa 3500 Mitglieder in Sachsen gezählt, vor allem im Erzgebirge und in Mittelsachsen.

## Lehre
Die Grundlage des Glaubens der Lorenzianer bilden ein konsequent eschatologisch orientierter Biblizismus und die 1.200 Offenbarungen von Hermann Lorenz. Inhalt und Ziel der Lehre Lorenz’ wurden im Jahre 1927 vom Vorstand der Gemeinschaft herausgegebenen Licht in’s Dunkel formuliert: „die Fortsetzung des auf Golgatha abgebrochenen Erlösungs-Werkes, die Aufrechterhaltung der reinen, wahren Jesuslehre, die Erreichung der Leibeserlösung und der vollkommenen Gottesnatur, die Bindung des Satans im Weltgericht, das tausendjährige Friedensreich, das jüngste Gericht mit der Auferstehung und Trennung der beiden Urmächte, die vollkommene Gottesfamilie“.
Die Lorenzianer sehen die Weltgeschichte in manichäischer Tradition als bestimmt durch den ewigen Kampf der beiden Urmächte Gott und Satan, die beide gleichermaßen Anteil am Menschen hätten, Gott in der Seele, Satan im Fleisch. Jesus Christus wird als großer Wendepunkt im Kampf zwischen Gut und Böse angesehen, denn sein sündloses Leben habe die entscheidende Grundlage für das göttliche Erlösungswerk geschaffen, das durch den Menschen fortgesetzt werden müsse.
Lorenz und seine Anhänger waren überzeugt, auf der zweiten von drei Stufen dieses Werkes zu stehen, die mit dem beginnenden Gericht über den Teufel in der Endzeit beginnt und mit der weltweiten Sammlung der 144.000 Auserwählten, von denen die sächsische Gruppe mit 5.000 Personen die größte ist, einhergeht. Um sich dieser Gnade würdig zu erweisen, müssen die Anhänger der Gemeinschaft einen „geheiligten Lebenswandel“ führen. Dazu zählen die Hochschätzung der Ehelosigkeit und der Verzicht auf weltliche Vergnügen, Lustbarkeiten und Modeerscheinungen (z. B. Fernsehen, Internet, Handy). Weibliche Lorenzianer tragen außerhalb des Hauses ausschließlich bodenlange Röcke und ihr Haar zu einem Zopf oder einem Haarknoten frisiert. Gegenüber staatlichen und kirchlichen Organisationen sowie öffentlichen Veranstaltungen wird eine weitgehende Distanz gewahrt.
Die ausgeprägte Arkandisziplin der Lorenzianer zeigt sich besonders im Umgang mit den sogenannten „Pergamenten“, das sind die Offenbarungen des Hermann Lorenz, auf denen die Lehre der Gemeinschaft größtenteils beruht. Diese „Pergamente“ werden im Archiv des Tempels verwahrt, gelten als hohe Heiligtümer und sind nur in auszugsweisen Abschriften bei den Mitgliedern im Umlauf. Sie haben allem Anschein nach einen spiritistischen Charakter.
Nach einem göttlichen Zeichen, so wird von den Anhängern angenommen, sammeln sich alle Auserwählten an Bethanien, besonderen Bergungsstätten, die in verschiedenen Orten in den Häusern von Lorenzianern eingerichtet wurden. Das nötige Handgepäck dafür liegt in jedem Haushalt jederzeit griffbereit. Es folge eine Entrückung durch Gott in ein abgelegenes Gebiet der Erde, etwa zum Nordpol, an dem die Gemeinde dreieinhalb Jahre von Gott ernährt wird. Dort warten auch ihre verstorbenen Angehörigen. Nach der „Fesselung Satans“ am Ende einer weiteren dreieinhalbjährigen Periode beginne das tausendjährige Friedensreich auf Erden, das unter anderem von den 144.000 Auserwählten bewohnt werde und durch das Fehlen von Krieg, Elend, Not und Tod gekennzeichnet sei. Nach ihrer Salbung betrachten sich die Lorenzianer als unsterblich.
In der Lehre der Gemeinschaft werden Gottlieb Reichelt und Ferdinand Schneider als die „Vorboten der Vollendung“ angesehen, während Hermann Lorenz als „Vollendungsbote“ gilt. Er wird in einer Reihe mit den biblischen Propheten gesehen, an deren Spitze er stehe. Dies werde unter anderem durch seine persönlichen Qualitäten, die Fülle und Tiefe der Offenbarungen und seine besondere Rolle im Kampf der Endzeit unterstrichen. Zur Lehre der Gemeinschaft gehört deshalb, dass Lorenz nach seinem Tod die Endereignisse mit vorbereite und dann mit einem vom Herrn berufenen Führer „in einer verklärten Materie“ wiederkomme.

## Ritus
Die Taufe wird in der Regel der Landeskirche überlassen. Ansonsten werden bis zum sechsten Lebensjahr Kinder durch die Gemeinschaft trinitarisch getauft. Zusätzlich zu dieser Taufe kennen die Lorenzianer eine geistige Taufe, über die nichts Näheres bekannt ist. Der Abendmahlsgottesdienst findet viermal im Jahr im Tempel statt. Dieser Gottesdienst wird gemäß den eigenen Abendmahlspergamenten durchgeführt und hat eine außerordentlich hohe Bedeutung für die Gemeinschaft. Außerdem gibt es eine besondere Salbung, die neben dem Abendmahl als höchste und heiligste Handlung bezeichnet wird. Auf die von der Landeskirche durchgeführte Trauung erfolgt eine eigene „geistige Trauung“. Vor der landeskirchlichen Begräbnisfeier gibt es eine eigene Einsegnung und Salbung des Verstorbenen.

## Podcast
- Secta.fm: #32 Die Lorenzianer – Gemeinschaft in Christo Jesu e. V., 25. Mai 2021